# سامبو سيسوكو
سامبو سيسوكو (بالفرنسية: Sambou Sissoko)‏ هو لاعب كرة قدم فرنسي في مركز الدفاع، ولد في 27 أبريل 1999 في كلامار في فرنسا. شارك مع منتخب فرنسا تحت 20 سنة لكرة القدم. أما مع النوادي، فقد لعب مع نادي تور.

## وصلات خارجية
- سامبو سيسوكو على موقع رابطة كرة القدم الفرنسية للمحترفين (الإنجليزية)
- سامبو سيسوكو على موقع قاعدة بيانات كرة القدم.إي يو (الإنجليزية)
- سامبو سيسوكو على موقع ليكيب (الفرنسية)
- سامبو سيسوكو على موقع Soccerway.com (الإنجليزية)